# Церковь Покрова Пресвятой Богородицы (Новошино)
Церковь Покрова Пресвятой Богородицы — утраченный православный храм в деревне Новошино Шатурского района Московской области.

## История
До построения церкви деревня Новошино принадлежала к приходу церкви Троицы Живоначальной села Шарапово.
В 1889 году построена и освящена деревянная однопрестольная церковь Покрова Пресвятой Богородицы.
По данным 1890 года в состав прихода, кроме села, входила деревня Гаврино
В 1930-х годах церковь закрыта и разобрана.
В 2013 году на месте церкви установлен поклонный крест.